# Ткачук Михайло Герасимович
Михайло Герасимович Ткачук (* 11 серпня 1885, м. Київ — † 1972, м. Щецин, Польща) — генерал-хорунжий Армії УНР.

## Життєпис
Закінчив Вінницьке реальне училище, Чугуївське піхотне юнкерське училище (1909), вийшов підпоручиком до 4-го стрілецького полку (Кутно), у складі якого брав участь у Першій світовій війні. Останнє звання у російській армії — підполковник.
В українській армії з грудня 1917 р.: уповноважений з українізації 10-го армійського корпусу.
У 1918 р. — помічник командира 30-го пішого Канівського полку Армії Української Держави. 20 жовтня 1918 р. — командир всіх дієвих частин, які були виділені 2-м Подільським корпусом до складу Осадного корпусу Дієвої Армії УНР. З 2 червня 1919 р. — командир 2-го пішого Берестейського полку Дієвої армії УНР. З 22 липня 1919 р. — помічник командира 1-ї Північної дивізії Дієвої армії УНР. З 21 листопада 1919 р. — командир 1-го збірного Північного полку Дієвої армії УНР (зведеного з 1-ї Північної дивізії Дієвої армії УНР). Учасник Першого Зимового походу: з 28 січня 1920 р. — вартовий отаман та начальник постачання Дієвої армії УНР. З червня 1920 р. — вартовий отаман штабу Армії УНР.
З 13 серпня 1920 р. — військовий представник уряду УНР при польській місії для переговорів з представниками Радянської Росії у Ризі. 11 травня 1921 року Омелянович-Павленко в часі розслідування «справи генерала Базильського» підписує наказ про призначення генерала Ткачука командиром 1-ї Запорізької дивізії, втім вже 27 травня його змінює генерал А. Вовк.
Помер в 1972 році у місті Щецин, Польща де похований на місцевому цвинтарі.

## Вшанування пам'яті
28 травня 2011 року у мікрорайоні Оболонь було відкрито Пам'ятник старшинам Армії УНР — уродженцям Києва. Пам'ятник являє собою збільшену копію ордена «Хрест Симона Петлюри». Більш ніж двометровий «Хрест Симона Петлюри» встановлений на постаменті, на якому з чотирьох сторін світу закріплені меморіальні дошки з іменами 34 старшин Армії УНР та Української Держави, які були уродженцями Києва (імена яких вдалося встановити історикам). Серед іншого вигравіруване й ім'я Михайла Ткачука.